# Эллис, Александер Джон
Александер Джон Эллис (англ. Alexander John Ellis, настоящая фамилия Шарп (англ. Sharpe); 14 июня 1814 года, Лондон (Хокстон) — 28 октября 1890 года, Лондон (Кенсингтон)) — английский филолог-фонетист, педагог и музыкальный теоретик.

## Биография и научная деятельность
Изобретённая Эллисом шкала центов быстро вытеснила все предшествующие логарифмические единицы измерения музыкальных (частотных) интервалов и стала общепринятой в музыкальной акустике.

## Интересные факты
- А. Дж. Эллис послужил прототипом профессора Хигинса[2] в пьесе Б. Шоу «Пигмалион»[3].

## Избранные научные работы и сочинения

### Работы пофонетике
- On Early English Pronunciation (О староанглийском произношении), Vols. I—V. — London: 1869-89.
  - Volume I
  - Volume II
  - Volume III. — London: Trübner & Co., 1871.
    - Chapter VII. Illustration for the pronunciation of English during the XIV Century, pp. 633–742
    - Chapter VIII. Illustration for the pronunciation of English during the XVI Century, pp. 743–990

  - Volume IV. — London: Asher & Co., Trübner & Co., 1874.
    - Chapter IX. Illustration for the pronunciation of English during the XVII Century, pp. 997–1039
    - Chapter X. Illustration for the pronunciation of English during the XVIII Century, pp. 1049–1084
    - Chapter XI. Illustration for the pronunciation of English during the XIX Century, pp. 1085–1432

  - Volume V. — London: Trübner & Co., 1889.
    - The Existing Phonology or English Dialects Compared with That of West Saxon Speech, pp. 1*—88*, 1433—2267

- On The Pronunciation Of English In The Sixteenth, Fourteenth, And Thirteenth Centuries (Об английском произношении в XVI, XIV и XIII веках). — London: C. F. Hodgson & son, 1867. (Переиздание. — Montana: Kessinger Publishing, 2009. — ISBN 1120320054.)

### Работы по теории и истории музыки
- On the Musical Scales of Various Nations (О музыкальных звукорядах разных народов). HTML-публикация (с исправлениями) оригинальной статьи из Journal of the Society of Arts, vol. 33 no. 1688, 1885, pp. 485–527. В этой статье вводится понятие цента.
- On the Temperament of Instruments with Fixed Tones (О темперации инструментов с фиксированным строем), Proceedings of the Royal Society vol. 13, London, 1864, pp. 404–422.
- Two memoirs on the theory of musical sounds (Два мемуара по теории музыкальных звуков), Proceedings of the Royal Society vol. 13, London, 1864. Reprint Taylor and Francis, London, 1864, 32 pages.
- Mesotonic Harmonium (Мезотоническая (среднетоновая) фисгармония), Proceedings of the Musical Association vol. 1, 1874—1875, p. 41.
- Illustrations of Just and Tempered Intonation (Иллюстрации чистой и темперированной настройки). London, 1875.
- The Basis of Music (Основы музыки). Musical Association, 1877.
- On the History of Musical Pitch (К истории звуковысотности в музыке), Journal of the Society of Arts vol. 28, March 1880, pp. 293–336; appendix pp. 400–403; postscript in vol. 29, 1881, pp. 109–113. Reprint in Studies in the History of Musical Pitch, Frits A.M. Knuf, Amsterdam, 1963, pp. 11–62.
- On Musical Duodenes, or the Theory of Constructing Instruments with fixed Tones in Just or in practically Just Intonation (О музыкальных дуоденах, или теория создания инструментов с фиксированным строем в чистой или практически чистой настройке), Proceedings of the Royal Society of London vol. 23, 1875, pp. 3–31.
- (with Alfred James Hipkins) Tonometrical Observations on Some Existing Nonharmonic Musical Scales (Тонометрические наблюдения над некоторыми существующими негармоническими музыкальными звукорядами), Proceedings of the Royal Society of London, November 1884, pp. 368–385.

Избранные работы Эллиса по теории музыки переизданы в книге:
- Ellis, Alexander John. Studies in the History of Musical Pitch / Arthur Mendel (ed.). — Amsterdam: Frits Knuf, 1968. — 238 p.

### Учебно-педагогические пособия
- Practical hints on the quantitative pronunciation of Latin (Практические указания по метрическому латинскому чтению). — London: Macmillan and Co., 1874.

- The English, Dionysian, and Hellenic pronunciations of Greek, considered in reference to school and college use («Английское», «дионисиево» и «эллиническое» произношение древнегреческого языка). — London: C. F. Hodgson & son, 1876. (Переиздание. — Montana: Kessinger Publishing, 2009. — ISBN 1104238063.)
- Pronunciation for singers: with especial reference to the English, German, Italian, and French languages... (Курс языкового произношения для певцов). — London: J. Curwen & sons.

### Книги, изданные английскимфонетическим письмом
- First ideas of religion: in conversations between a mother and her child (Первые понятия о религии, изложенные в форме бесед матери с сыном). — London: F. Pitman, 1849. — 24 p. (Переиздание. — Montana: Kessinger Publishing, 2009. — ISBN 1104127679.)

### Книги для детей
- Original nursery rhymes for girls and boys (Песенки для девочек и мальчиков). — London: F. Pitman, 1865. — 64 p. (Переиздание. — Montana: Kessinger Publishing, 2009. — ISBN 1104360268.)